# Gran Premi de Suècia del 1976
Resultats del Gran Premi de Suècia de Fórmula 1 de la temporada 1976, disputat al Circuit d'Anderstorp el 15 de juny del 1976.

## Resultats
| Pos | No | Pilot              | Equip                  | Voltes | Temps/ Retirada  | Pos. de sortida | Punts |
| --- | -- | ------------------ | ---------------------- | ------ | ---------------- | --------------- | ----- |
| 1   | 3  | Jody Scheckter     | Tyrrell - Ford         | 72     | 1h 46' 54. 2     | 1               | 9     |
| 2   | 4  | Patrick Depailler  | Tyrrell - Ford         | 72     | + 19.766 s       | 4               | 6     |
| 3   | 1  | Niki Lauda         | Ferrari                | 72     | + 33.866 s       | 5               | 4     |
| 4   | 26 | Jacques Laffite    | Ligier - Matra         | 72     | + 55.819 s       | 7               | 3     |
| 5   | 11 | James Hunt         | McLaren - Ford         | 72     | + 59.483 s       | 8               | 2     |
| 6   | 2  | Clay Regazzoni     | Ferrari                | 72     | + 1' 00.366 min. | 11              | 1     |
| 7   | 10 | Ronnie Peterson    | March - Ford           | 72     | + 1' 03.493 min. | 9               |       |
| 8   | 8  | Carlos Pace        | Brabham - Alfa Romeo   | 72     | + 1' 11.613 min. | 10              |       |
| 9   | 16 | Tom Pryce          | Shadow - Ford          | 71     | + 1 Volta        | 12              |       |
| 10  | 9  | Vittorio Brambilla | March - Ford           | 71     | + 1 Volta        | 15              |       |
| 11  | 12 | Jochen Mass        | McLaren - Ford         | 71     | + 1 Volta        | 13              |       |
| 12  | 17 | Jean Pierre Jarier | Shadow - Ford          | 71     | + 1 Volta        | 14              |       |
| 13  | 19 | Alan Jones         | Surtees - Ford         | 71     | + 1 Volta        | 18              |       |
| 14  | 35 | Arturo Merzario    | March - Ford           | 70     | Motor            | 19              |       |
| 15  | 18 | Brett Lunger       | Surtees - Ford         | 70     | + 2 Voltes       | 24              |       |
| Ret | 24 | Harald Ertl        | Hesketh - Ford         | 54     | Accident         | 23              |       |
| Ret | 34 | Hans Joachim Stuck | March - Ford           | 52     | Motor            | 20              |       |
| Ret | 5  | Mario Andretti     | Lotus - Ford           | 45     | Motor            | 2               |       |
| Ret | 22 | Chris Amon         | Ensign - Ford          | 38     | Accident         | 3               |       |
| Ret | 21 | Michel Leclère     | Wolf - Williams - Ford | 20     | Motor            | 25              |       |
| Ret | 37 | Larry Perkins      | Boro - Ford            | 18     | Motor            | 22              |       |
| Ret | 30 | Emerson Fittipaldi | Fittipaldi - Ford      | 10     |                  | 21              |       |
| Ret | 32 | Loris Kessel       | Brabham - Ford         | 5      | Accident         | 26              |       |
| Ret | 6  | Gunnar Nilsson     | Lotus - Ford           | 2      | Accident         | 6               |       |
| Ret | 7  | Carlos Reutemann   | Brabham - Alfa Romeo   | 2      | Motor            | 16              |       |
| Ret | 28 | John Watson        | Penske - Ford          | 0      | Accident         | 17              |       |
| NVQ | 33 | Jac Nelleman       | Brabham - Ford         |        |                  |                 |       |

## Altres
- Pole: Jody Scheckter 1' 25. 659

- Volta ràpida: Mario Andretti 1' 28. 002 (a la volta 11)